# Милінко Пантич
Милінко Пантич (серб. Милинко Пантић / Milinko Pantić, нар. 5 вересня 1966, Лоцніка) — югославський та сербський футболіст, що грав на позиції півзахисника. По завершенні ігрової кар'єри — футбольний тренер.
Виступав, зокрема, за клуби «Партизан» та «Атлетіко», а також національну збірну Югославії.

## Клубна кар'єра
У дорослому футболі дебютував 1985 року виступами за столичний «Партизан», в якому провів п'ять сезонів, взявши участь у 65 матчах чемпіонату. За цей час футболіст разом з клубом став дворазовим чемпіоном Югославії та володарем Кубка Югославії. Після цього недовго грав за «Олімпію» (Любляна).
Влітку 1991 року перейшов в грецький чемпіонат, де грав до 1995 року за афінський «Паніоніос».
Коли Пантичу було майже 29 років, він був куплений мадридським «Атлетіко» з ініціативи нового тренера Радомира Антича, який знав Милінко ще за виступами за «Партизан». Антич переконав президента клубу Хесуса Хіля, який мріяв про гучні імена, в необхідності придбати маловідомого диспетчера-югослава. Тренер так наполягав, що навіть заявив про готовність оплатити операцію на свій страх та ризик з власної кишені. Обійшовся тоді Пантич мадридцям лише в 3 мільйони франків. Цей крок виявився вірним, оскільки присутність в команді творчого півзахисника за умови додаткової підтримки гравців «Атлетіко» принесло команді дубль: чемпіонство в Ла-Лізі та Копа дель Рей в сезоні 1995/96. Всього того сезону Пантич забив 10 голів в 41 матчі та віддав багато гольових передач. А в наступному році серб став найкращим бомбардиром Ліги чемпіонів, забивши 5 голів. Всього Милінко провів два сезони в Мадриді, забивши в цілому 18 голів в 106 матчах.
1998 року Антича з «Атлетіко» звільнили, а новий тренер «матрацників» Арріго Саккі одразу ж виставив 32-річного Пантича на трансфер. Найбільш зацікавленим у футболісті виявився французький «Гавр». Адже після закінчення минулого сезону цей клуб продав в «Ліон» за 30 мільйонів франків талановитого Вікаша Дорасо, найкращого гравця першості Франції 1997/98 за оцінками France Football.
Проте у Франції Пантич провів лише один сезон, після чого влітку 1999 року повернувся назад у «Паніоніос», де провів останній рік своєї ігрової кар'єри і припиннив виступи на професійному рівні.

## Виступи за збірну
24 квітня 1996 року дебютував в офіційних матчах у складі національної збірної Югославії у відборі до чемпіонату світу 1998 року проти збірної Фарерських островів (3:1). 14 грудня того ж року зіграв ще в одному відбірковому матчі до чемпіонату світу проти збірної Іспанії (0:2), який став для нього другим і останнім у збірній.

## Кар'єра тренера
Завершивши ігрову кар'єру, Пантич повернувся до мадридського «Атлетіко» як тренер молоді, де працював з дітьми віком від 3 до 9 років в навчальному центрі клубу в Махадаонді. Звідти він переходив до лав тренерського штабу різних молодіжних складів. Він був тренером молоді та резервних складів клубу і в той же час керував певними складами. Влітку 2011 року Пантич став тренером «Атлетіко Мадрид Б» після великого успіху біля керма молоді та резервних складів клубу та після упущеного шансу стати тренером першої команди. Паралельно грав за футзальну команду «Атлетіко Мадрид», що брала участь в лізі ветеранів.
У червні 2013 року Пантич був призначений тренером клубу з чемпіонату Азербайджану «Баку» і в першому сезоні зайняв з командою 5 місце. Через рік 24 липня 2014 року контракт був розірваний за обопільною згодою.

## Титули і досягнення

### Як гравець
- Чемпіон Югославії (2):

«Партизан»: 1985-86, 1986-87
- Володар Кубка Югославії (1):

«Партизан»: 1988-89
- Чемпіон Іспанії (1):

«Атлетіко»: 1995-96
- Володар Кубка Іспанії (1):

«Атлетіко»: 1995—96

### Індивідуальні
- Найкращий бомбардир Ліги чемпіонів УЄФА: 1996-97